# Psoralea tenuissima
Psoralea tenuissima är en ärtväxtart som beskrevs av Ernst Meyer. Psoralea tenuissima ingår i släktet Psoralea och familjen ärtväxter. Inga underarter finns listade i Catalogue of Life.